# Martha Pietsch
Martha Pietsch (* 31. Juli 2003 in Berlin) ist eine deutsche Basketballspielerin.

## Werdegang
Pietsch erhielt ihre Basketballausbildung in der Jugendabteilung des TuS Lichterfelde und wurde deutsche Jugendnationalspielerin.
Die 1,65 Meter große Aufbauspielerin wechselte im Sommer 2021 gemeinsam mit Lina Sontag zum Bundesligisten USC Freiburg und wurde mit dem Verein aus dem Breisgau im Mai 2022 deutsche Meisterin.
Zur Saison 2022/23 ging Pietsch an die Oregon State University in die Vereinigten Staaten, um Basketball in der NCAA zu spielen und ein Studium aufzunehmen.